# Keswick-Bewegung
Koordinaten: 54° 36′ N, 3° 8′ W
Die Keswick-Bewegung (englisch Keswick Convention) ist ein jährliches überkonfessionelles Treffen evangelikal gesinnter Christen im englischen Ort Keswick in der nordenglischen Grafschaft Cumbria.

## Geschichte
Die Keswick-Bewegung hat ihren Ursprung in der englischen Heiligungsbewegung des 19. Jahrhunderts und wurzelt theologisch in der wesleyanischen Heiligkeitslehre des Methodismus und des amerikanischen Juristen, Evangelisten und Predigers Charles Grandison Finney. Sie besteht vornehmlich aus Bibelkursen und Vorträgen zur Förderung der „Heiligung durch Glauben“. Das erste Treffen fand 1874 auf Anregung von Robert Pearsall Smith und seiner Frau Hannah Whitall Smith in Broadlands statt. Darauffolgende Treffen fanden dann 1874 in Oxford und 1875 in Brighton statt. Seit 1875 (ausgenommen die Jahre 1939 bis 1945) findet die Zusammenkunft jährlich in Keswick statt.
Nach dem Ehepaar Smith waren die Prediger, Missionare und Schriftsteller Evan H. Hopkins, Handley Moule, Frederick Brotherton Meyer, Andrew Murray, Hudson Taylor, Amy Carmichael, Frances Havergal, W. H. Griffith Thomas und Robert C. McQuilkin prägende Figuren der Keswick-Bewegung. Moule, ein evangelikaler anglikanischer Theologieprofessor in Cambridge, wurde trotz anfänglichen Widerständen durch Hopkins 1884 gewonnen und setzte sich danach besonders mit der Schrift Thoughts on Christian Sancity (deutsch: Gedanken zur christlichen Heiligkeit) für die junge Bewegung ein und grenzte sie zugleich weitsichtig von einem sündlosen Perfektionismus ab. Albert Benjamin Simpson, Gründer und Leiter der Christian and Missionary Alliance, Dwight Lyman Moody mit seinen Northfield-Konferenzen und Reuben A. Torrey vom Moody Bible Institute und Lewis Chafer und Charles C. Ryrie vom Dallas Theological Seminary wurden maßgeblich durch diese Bewegung beeinflusst.
Eine Wirkung der Keswick-Bewegung war, dass ihre erwecklichen Impulse erstmals auch im deutschsprachigen landeskirchlichen Raum aufgenommen wurden. Für Personen und Gruppen, die den Wunsch und das Anliegen einer persönlichen Heiligung und einer tieferen Gottesbeziehung hatten, wurde sie zum Ort der Inspiration, Orientierung und Stärkung. Daraus entstanden viele landeskirchliche Gemeinschaften in Deutschland und in der Schweiz.
Ab etwa 1920 trat eine theologische Änderung im Keswick-Konvent ein, der für die Treffen zuständig war; sie wurde von William Scroggie (1877–1958) angeführt und umgesetzt. Man entfernte sich zunehmend von der methodistischen Sichtweise der Heiligung und näherte sich mehr der reformierten Lehre an.

## Lehre
Ähnlich wie in der Heiligungsbewegung wurde anfänglich eine ganze Hingabe an Gott, eine persönliche, praktische Heiligung und ein Sieg über die Sünde vertreten. Ernsthafte Christen sollten zwei Segnungen erfahren: Das erste Werk der Gnade, die geschenkte Rettung durch Jesus Christus; der zweite Segen sei das Mitwirken des Christen am Wachstum in der Heiligung und in der Beziehung zum heiligen Gott. Heiligung zeige sich im Wechsel von einem Leben der Sünde, der Schwäche und des Scheiterns und zu einem Leben der Überwindung, des Sieges und des Triumphs. Es wird eine Veränderung von einem geringeren zu einem höheren Leben (englisch: The Higher Christian Life), von Oberflächlichkeit zu Tiefgang und von Fleisch zu Geist angestrebt.
Die Keswick-Bewegung hebt auch grundlegende Glaubenssätze gegenüber umstrittenen Themen, etwa der Eschatologie, hervor. Es bestehen enge Verbindungen zu Glaubensmissionen, beispielsweise der China-Inland-Mission. Der Pfingstbewegung und der charismatischen Bewegung sowie Frauen als Referentinnen stand die Keswick-Bewegung kritisch gegenüber.